# لیگ دسته دوم فوتبال ایران ۵۷-۱۳۵۶
لیگ دسته دوم فوتبال ایران ۵۷-۱۳۵۶ ششمین دوره لیگ دسته دوم فوتبال ایران می‌باشد. در پایان مسابقات تیم‌ های ابومسلم خراسان و رستاخیز خرمشهر به جام تخت جمشید ۱۳۵۷ صعود کردند.